# Turbulencia magnetohidrodinámica
La turbulencia magnetohidrodinámica se refiere a los regímenes caóticos de flujo de magnetofluidos a un alto número de Reynolds. La magnetohidrodinámica (MHD) se ocupa de lo que es un fluido cuasi neutro con una conductividad muy alta. La aproximación fluida implica que el enfoque está en escalas macro de longitud y tiempo que son mucho más grandes que la duración de la colisión y el tiempo de colisión, respectivamente.

## Ecuaciones MHD incompresibles
Las ecuaciones MHD incompresibles son
{\displaystyle {\begin{aligned}{\frac {\partial \mathbf {u} }{\partial t}}+\mathbf {u} \cdot \nabla \mathbf {u} &=-\nabla p+\mathbf {B} \cdot \nabla \mathbf {B} +\nu \nabla ^{2}\mathbf {u} \\[5pt]{\frac {\partial \mathbf {B} }{\partial t}}+\mathbf {u} \cdot \nabla \mathbf {B} &=\mathbf {B} \cdot \nabla \mathbf {u} +\eta \nabla ^{2}\mathbf {B} \\[5pt]\nabla \cdot \mathbf {u} &=0\\[5pt]\nabla \cdot \mathbf {B} &=0.\end{aligned}}}
donde u, B, p representan los campos de velocidad, magnético y de presión total (térmico + magnético), {\displaystyle \nu } y {\displaystyle \eta } representan la viscosidad cinemática y la difusividad magnética. La tercera ecuación es la condición de incompresibilidad. En la ecuación anterior, el campo magnético está en unidades Alfvén (lo mismo que las unidades de velocidad).
El campo magnético total se puede dividir en dos partes: {\displaystyle \mathbf {B} =\mathbf {B_{0}} +\mathbf {b} } (media + fluctuaciones).
Las ecuaciones anteriores en términos de variables de Elsässer ( {\displaystyle \mathbf {z} ^{\pm }=\mathbf {u} \pm \mathbf {b} } ) están
{\displaystyle {\frac {\partial {\mathbf {z} ^{\pm }}}{\partial t}}\mp \left(\mathbf {B} _{0}\cdot {\mathbf {\nabla } }\right){\mathbf {z} ^{\pm }}+\left({\mathbf {z} ^{\mp }}\cdot {\mathbf {\nabla } }\right){\mathbf {z} ^{\pm }}=-{\mathbf {\nabla } }p+\nu _{+}\nabla ^{2}\mathbf {z} ^{\pm }+\nu _{-}\nabla ^{2}\mathbf {z} ^{\mp }}
dónde {\displaystyle \nu _{\pm }={\frac {1}{2}}(\nu \pm \eta )} . Se producen interacciones no lineales entre las fluctuaciones alfvénicas. {\displaystyle z^{\mp }} .
Los parámetros adimensionales importantes para MHD son
{\displaystyle {\begin{array}{lcl}{\text{Reynolds number  }}Re&=&UL/\nu \\{\text{Magnetic Reynolds number  }}Re_{M}&=&UL/\eta \\{\text{Magnetic Prandtl number  }}P_{M}&=&\nu /\eta .\end{array}}}
El número de Prandtl magnético es una propiedad importante del fluido. Los metales líquidos tienen pequeños números de Prandtl magnéticos, por ejemplo, sodio líquido {\displaystyle P_{M}} esta alrededor {\displaystyle 10^{-5}} . Pero los plasmas tienen grandes {\displaystyle P_{M}}.
El número de Reynolds es la razón del término no lineal {\displaystyle \mathbf {u} \cdot \nabla \mathbf {u} } de la ecuación de Navier-Stokes para el término viscoso. Mientras que el número de Reynolds magnético es la relación entre el término no lineal y el término difusivo de la ecuación de inducción.
En muchas situaciones prácticas, el número de Reynolds del flujo {\displaystyle Re} es bastante grande. Para tales flujos, típicamente, la velocidad y los campos magnéticos son aleatorios. Tales flujos están llamados a exhibir turbulencias MHD. Tenga en cuenta que {\displaystyle Re_{M}} no es necesario que sea grande para la turbulencia del MHD. {\displaystyle Re_{M}} juega un papel importante en el problema de la dínamo (generación de campo magnético).
El campo magnético medio juega un papel importante en la turbulencia MHD, por ejemplo, puede hacer que la turbulencia sea anisotrópica; suprimir la turbulencia disminuyendo la cascada de energía, etc. Los primeros modelos de turbulencia MHD asumían la isotropía de turbulencia, mientras que los modelos posteriores han estudiado aspectos anisotrópicos. En las siguientes secciones se resumirán estos modelos. Se pueden encontrar más discusiones sobre la turbulencia MHD en Biskamp, Verma. y Galtier.

## Modelos isotrópicos
Iroshnikov y Kraichnan formularon la primera teoría fenomenológica de la turbulencia MHD. Argumentaron que en presencia de un campo magnético medio fuerte, {\displaystyle z^{+}} y {\displaystyle z^{-}} Los paquetes de ondas viajan en direcciones opuestas con la velocidad de fase de {\displaystyle B_{0}} e interactuar débilmente. La escala de tiempo relevante es el tiempo de Alfven {\displaystyle (B_{0}k)^{-1}} . Como resultado, los espectros de energía son
{\displaystyle E^{u}(k)\approx E^{b}(k)\approx A(\Pi V_{A})^{1/2}k^{-3/2}.}
dónde {\displaystyle \Pi } es la tasa en cascada de energía.
Más tarde Dobrowolny y otros derivaron las siguientes fórmulas generalizadas para las tasas en cascada.{\displaystyle z^{\pm }}
{\displaystyle \Pi ^{+}\approx \Pi ^{-}\approx \tau _{k}^{\pm }E^{+}(k)E^{-}(k)k^{4}\approx E^{+}(k)E^{-}(k)k^{3}/B_{0}}
dónde {\displaystyle \tau ^{\pm }} son las escalas de tiempo de interacción de {\displaystyle z^{\pm }} variables.
La fenomenología de Iroshnikov y Kraichnan sigue una vez que elegimos {\displaystyle \tau ^{\pm }\approx 1/(kV_{A})} .
Marsch eligió la escala de tiempo no lineal {\displaystyle T_{NL}^{\pm }\approx (kz_{k}^{\mp })^{-1}} como la escala de tiempo de interacción para los remolinos y el espectro energético derivado de tipo Kolmogorov para las variables de Elsasser:
{\displaystyle E^{\pm }(k)=K^{\pm }(\Pi ^{\pm })^{4/3}(\Pi ^{\mp })^{-2/3}k^{-5/3}}
dónde {\displaystyle \Pi ^{+}} y {\displaystyle \Pi ^{-}} son las tasas de cascada de energía de {\displaystyle z^{+}} y {\displaystyle z^{-}} respectivamente, y {\displaystyle K^{\pm }} son constantes.
Matthaeus y Zhou intentaron combinar las dos escalas de tiempo anteriores postulando que el tiempo de interacción es la media armónica del tiempo de Alfven y el tiempo no lineal.
La principal diferencia entre las dos fenomenologías en competencia (−3/2 y −5/3) son las escalas de tiempo elegidas para el tiempo de interacción. La principal suposición subyacente es que la fenomenología de Iroshnikov y Kraichnan debería funcionar para un campo magnético medio fuerte, mientras que la fenomenología de Marsh debería funcionar cuando las fluctuaciones dominan el campo magnético medio (turbulencia fuerte).
Sin embargo, como discutiremos a continuación, las observaciones del viento solar y las simulaciones numéricas tienden a favorecer el espectro de energía de -5/3 incluso cuando el campo magnético medio es más fuerte en comparación con las fluctuaciones. Este problema fue resuelto por Verma utilizando un análisis de grupo de renormalización mostrando que las fluctuaciones alfvénicas se ven afectadas por el "campo magnético medio local" dependiente de la escala. El campo magnético medio local se escala como {\displaystyle k^{-1/3}}, cuya sustitución en la ecuación de Dobrowolny produce el espectro de energía de Kolmogorov para la turbulencia MHD.
También se han realizado análisis del grupo de renormalización para calcular la viscosidad y resistividad renormalizadas. Se demostró que estas magnitudes difusivas se escalan como {\displaystyle k^{-4/3}} que vuelve a ceder {\displaystyle k^{-5/3}} espectros de energía consistentes con el modelo de Kolmogorov para turbulencia MHD. El cálculo del grupo de renormalización anterior se ha realizado para helicidad cruzada cero y distinta de cero.
Las fenomenologías anteriores suponen una turbulencia isotrópica que no es el caso en presencia de un campo magnético medio. El campo magnético medio normalmente suprime la cascada de energía a lo largo de la dirección del campo magnético medio.

## Modelos anisotrópicos
El campo magnético medio hace que la turbulencia sea anisotrópica. Este aspecto ha sido estudiado en las últimas dos décadas. En el límite {\displaystyle \delta z^{\pm }\ll B_{0}}, Galtier y col. mostró usando ecuaciones cinéticas que
{\displaystyle E(k)\sim (\Pi B_{0})^{1/2}k_{\parallel }^{1/2}k_{\perp }^{-2}}
dónde {\displaystyle k_{\parallel }} y {\displaystyle k_{\perp }} son componentes del número de onda paralelos y perpendiculares al campo magnético medio. El límite anterior se denomina límite de turbulencia débil .
Bajo el fuerte límite de turbulencia, {\displaystyle \delta z^{\pm }\sim B_{0}}, Goldereich y Sridhar argumentan que {\displaystyle k_{\perp }z_{k_{\perp }}\sim k_{\parallel }B_{0}} ("estado crítico equilibrado") lo que implica que
{\displaystyle {\begin{aligned}E(k)&\propto k_{\perp }^{-5/3};\\[5pt]k_{\parallel }&\propto k_{\perp }^{2/3}\end{aligned}}}
La fenomenología de turbulencia anisotrópica anterior se ha extendido para MHD de helicidad cruzada grande.

## Observaciones del viento solar
El plasma del viento solar está en estado turbulento. Los investigadores han calculado los espectros de energía del plasma del viento solar a partir de los datos recopilados de la nave espacial. Los espectros de energía cinética y magnética, así como {\displaystyle E^{\pm }} están más cerca de {\displaystyle k^{-5/3}} en comparación con {\displaystyle k^{-3/2}}, favoreciendo así la fenomenología similar a Kolmogorov para la turbulencia MHD. Las fluctuaciones de densidad de electrones interplanetarios e interestelares también proporcionan una ventana para investigar la turbulencia MHD.

## Simulaciones numéricas
Los modelos teóricos discutidos anteriormente se prueban utilizando la simulación numérica directa (DNS) de alta resolución. El número de simulaciones recientes informa que los índices espectrales están más cerca de 5/3. Hay otros que reportan índices espectrales cercanos a 3/2. El régimen de la ley del poder es típicamente de menos de una década. Dado que 5/3 y 3/2 son bastante cercanos numéricamente, es bastante difícil determinar la validez de los modelos de turbulencia MHD a partir de los espectros de energía.
Flujos de energía {\displaystyle \Pi ^{\pm }} pueden ser cantidades más confiables para validar los modelos de turbulencia MHD. Cuándo {\displaystyle E^{+}(k)\gg E^{-}(k)} (fluido de alta helicidad cruzada o MHD desequilibrado) las predicciones de flujo de energía del modelo de Kraichnan e Iroshnikov son muy diferentes de las del modelo similar a Kolmogorov. Se ha demostrado usando DNS que los flujos {\displaystyle \Pi ^{\pm }} calculados a partir de las simulaciones numéricas están más de acuerdo con el modelo de Kolmogorov en comparación con el modelo de Kraichnan e Iroshnikov.
Los aspectos anisotrópicos de la turbulencia MHD también se han estudiado mediante simulaciones numéricas. Las predicciones de Goldreich y Sridhar ( {\displaystyle k_{||}\sim k_{\perp }^{2/3}} ) se han verificado en muchas simulaciones.

## Transferencia de energía
La transferencia de energía entre varias escalas entre la velocidad y el campo magnético es un problema importante en la turbulencia MHD. Estas cantidades se han calculado tanto teórica como numéricamente. Estos cálculos muestran una transferencia de energía significativa desde el campo de velocidad a gran escala al campo magnético a gran escala. Además, la cascada de energía magnética es típicamente hacia adelante. Estos resultados tienen una relación crítica con el problema de la dínamo.